# 57 Sagittarii
57 Sagittarii är en orange jätte i stjärnbilden Skytten.
57 Sagittarii har visuell magnitud +5,90 och är svagt synlig för blotta ögat vid god seeing. Den befinner sig på ett avstånd av ungefär 380 ljusår.